# Сливинський Андрій Іванович
Андрій Іванович Сливинський (Слівінський) (1908, Дубоссари — ?) — український інженер-будівельник і радянський діяч. Начальник Головного управління будівництва по Придніпровському економічному району («Головпридніпровбуду»). Депутат Верховної Ради УРСР 6-го скликання. Дійсний член Академії будівництва і архітектури УРСР (з .11.1956).

## Біографія
Родом із міста Дубоссари (тепер Молдова). Освіта вища. Член ВКП(б).
Перебував на відповідальній роботі в галузі будівництва. Будував металургійні та хімічні заводи на Донбасі, Уралі та в Сибіру.
У серпні 1956 — 31 травня 1957 року — перший заступник міністра будівництва підприємств металургійної і хімічної промисловості УРСР.
З червня 1957 до грудня 1962 року — 1-й заступник голови Ради народного господарства Дніпропетровського економічного адміністративного району.
З січня 1963 до лютого 1964 року — начальник Головного управління по будівництву в Придніпровському економічному району («Головпридніпровбуду»).
Праці з питань організації та механізації будівництва.

## Нагороди
- орден Трудового Червоного Прапора (8.08.1964)
- ордени
- медалі